# Olímpio Cipriano

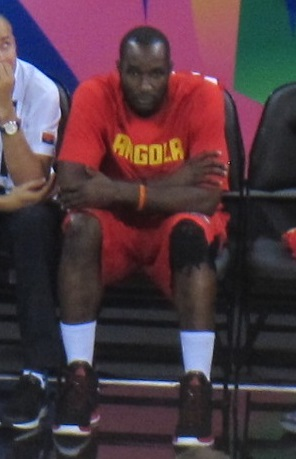
Olímpio Cipriano

Olímpio Cipriano (Luanda, 9 de Abril de 1982) é um basquetebolista profissional de  angolano.
Atleta do 1° de Agosto em Luanda na posição de extremo tem 1,92 m de altura extremo mais valioso no afrobasket de 2007 jogador de qualidades singulares cujo estilo de jogo é marcado pela simplicidade combinada com movimentos de puro espetáculo apenas ao alcance dos mais capazes. Melhor marcador ,atirador de lances livres,e recuperador no campeonato nacional de 2007 . Já testou nos Detroit Pistons da NBA mas não teve a sorte de aprovar.na temporada do campeonato de basquete baibasquete 2012 em que representa o Recreativo do Libolo foi o melhor jogador, melhor marcador, melhor nos lances livres e na marcação dos dois pontos.